# 日米合同委員会
日米合同委員会（にちべいごうどういいんかい、英語: Japan-US Joint Committee）は、1960年に締結された日米地位協定をどう運用するかを協議する、地位協定に基づき両国の代表者で組織される機関である。日米地位協定合意議事録と、環境と軍属に関する地位協定の補足協定、思いやり予算に関する特別協定などでも言及がある。

## 概要
日米合同委員会は、日米地位協定の25条の規定に従い、正式な協議機関として設立されている。主に在日米軍関係のことを協議する機関で、政治家は参加せず省庁から選ばれた日本の官僚と在日米軍のトップがメンバーとして月2回、協議を行う。なお、ノンフィクション作家の矢部宏治によると最低でも60年以上、1600回は実施されているとのこと。
NPO法人の「情報公開クリアリングハウス」による「日米合同委員会議事録情報公開訴訟」によって、1960年6月23日の第一回会合時に議事録などについて日米双方の合意がない限り公開されないという合意がなされていたことがあきらかとなっており、原則として委員会のすべては公開されない。
地位協定は1952年の日米行政協定を引き継ぐものだが、行政協定においても、第26条で日米合同委員会を設置していた。なお、外務省は行政協定下での合同委員会関連文書は、「慣行により，双方の合意がなされない限り公表しないこととされている」としている。

## 任務
協議は月2回秘密の会合として（ニュー山王ホテルで1回、外務省が設定した場所で1回）行われる。なお、どちらか一方の要請があればいつでも会合できる。個々の施設・区域の提供を含め、実施項目は主として日米合同委員会合意で規定される。
当然、設置の根拠である地位協定の第25条に従い、日米地位協定の実施に関して協議することが任務ではあるが、原則非公開で実態が不明であるうえ、衆議院の質問主意書で政府が存在を認めた外務省の機密文書『「日米地位協定の考え方」増補版』などによると、本来地位協定の対象外である管制業務について、いわゆる横田空域などを含む国内法根拠がない事項について決定しているとされていたり、沖縄県が公表している第17条に関する合同委員会合意は、刑事特別法に矛盾する内容がふくまれているなど、密約を量産させているという指摘がある。
地位協定の第2条では、米軍施設（いわゆる基地）の提供と返還について規定されているが、ここで第25条とは別に、日米合同委員会を通じて個々の基地に関する協定が締結されると定めている。この決まりに基づいて行われたものに、沖縄返還時の1972年5月15日に在沖米軍基地について日米両政府によって結ばれた協定と、詳細を定めた当時非公表のいわゆる「5.15メモ」がある。
日米地位協定合意議事録と、2015年と2017年にそれぞれ締結された環境と軍属についての地位協定の補足協定でも合同委員会について言及があり、それぞれ明文で「協議」以外の権限が与えられている。また、思いやり予算に関する特別協定に関する協議も行っている。

## 日米合同委員会合意
防衛省は、ホームページなどで、合同委員会での合意事項の概要などを発表する場合がある。
合同委員会は協定に従えば協議機関であり、政府間の新たな合意を決定する権限はないという見方がある。2017年の参議院での質問主意書に対する回答で分かるように、日本政府は「日米合同委員会合意は、日米地位協定の実施の細則を定める取決め」であり、かつ「内容について国会の承認を得る必要があるとは考えていない」としている。これらの合意も、日米双方の同意がなければ公表されないとしている。
1986年に政府は合同委員会の合意は「日本と米国の間で交わされております国際約束」であるとしている一方、2022年には「国際約束とは異なる形式でありますけれども、両政府間で合意したもの」としており、一定しない。さらに2015年には、「個々の具体的な施設・区域の提供については、日米間で協議の上、日米地位協定の定めるところにより、日米合同委員会において合意が行われることになる」としている。加えて、「特にその演習場、（中略）おけるこの米軍の使用条件については、この日米合同委員会合意、これで決めるかどうかがすべて」「アメリカ側で何を言おうと、日本側で何を言おうと、日米の合同委員会できちっとコンセンサスを得るかということがすべて」としたこともある。
また吉田敏浩によると、外務省北米局日米安全保障条約課の担当者は取材に対し、合同委員会合意には安保条約の第6条にある「合意される他の取極」に該当するものがあるとしたという。
在日米軍日米合同委員会事務局長は、日本側に宛てたメールの中で、「合同委員会の議事録及び関連文書を開示する権限は，ただ唯一合同委員会のみ（solely and only）に属している」と主張したことがある。

## 組織
日本側代表は外務省北米局長、アメリカ側代表は在日米軍司令部副司令官からなり、日本側は代表代理として法務省大臣官房長、農林水産省経営局長、防衛省地方協力局長、外務省北米参事官、財務省大臣官房審議官からなり、その下に10省庁の代表から25委員会が作られている。アメリカ側は代表代理として駐日アメリカ合衆国大使館公使、在日米軍司令部第五部長、在日米陸軍司令部参謀長、在日米空軍司令部副司令官、在日米海兵隊基地司令部参謀長からなる。
これらの構成は、協定の中で具体的に明文化されたものではない。